# No Fun (band)
 For alternative betydninger, se No Fun. (Se også artikler, som begynder med No Fun)
No Fun – dansk punkband med bl.a. Franz De Zaster (også i Brats) og Palle Johansen. Bandet spillede bl.a. til arrangementet "New Blood? Or Concert of the Known Unknowns!" i Rockmaskinen den 21. februar 1981 sammen med bl.a. ADS og Razorblades og 13 andre bands.
Bandets navn er hentet fra The Stooges' nummer af samme navn fra 1969, der normalt regnes ind under protopunken (essentielle bands og numre, der inspirerede til den senere egentlige punk).